# جو مبو
جو مبو (بالإنجليزية: Joe Mbu)‏ هو لاعب كرة قدم ومدرب كرة قدم بريطاني في مركز الدفاع، ولد في 14 فبراير 1982 في الكاميرون. لعب مع نادي إيست فيف ونادي ستنهاوسموير ونادي كاودينبيث ونادي هيبرنيان.

## وصلات خارجية
- جو مبو على موقع قاعدة بيانات كرة القدم.إي يو (الإنجليزية)
- جو مبو على موقع Soccerbase.com (لاعب) (الإنجليزية)
- جو مبو على موقع Soccerway.com (الإنجليزية)